# Manzana el Tejocote
Manzana el Tejocote är en ort i Mexiko.   Den ligger i kommunen Ocampo och delstaten Michoacán de Ocampo, i den södra delen av landet, 130 km väster om huvudstaden Mexico City. Manzana el Tejocote ligger 2 335 meter över havet och antalet invånare är 234.
Terrängen runt Manzana el Tejocote är lite bergig. Runt Manzana el Tejocote är det tätbefolkat, med 308 invånare per kvadratkilometer. Närmaste större samhälle är Heróica Zitácuaro, 11,3 km söder om Manzana el Tejocote. Omgivningarna runt Manzana el Tejocote är en mosaik av jordbruksmark och naturlig växtlighet.